# D 140 (Türkei)
Die Straße D 140 (Devlet yolu 140) ist eine 295 km lange Straße in der Türkei. Sie beginnt rund 15 km östlich von Adapazarı an der West-Ost-Achse D 100 und der parallel südlich verlaufenden Autobahn Otoyol 4 (Europastraße 80), führt über die Landeshauptstadt Ankara und von dort zur Straße D 765.

## Verlauf
Nach ihrem Abzweig von der D 100 folgt die Straße an Akyazı vorbei dem Fluss Mudurnu Çayı zur Straße D 160, mit der sie über 12 km parallel verläuft, zweigt nach Süden ab und führt in südsüdöstlicher Richtung über den Pass Aynalıkaya Geçidi (1210 m) zur Straße D 170 und weiter nach Nallıhan. Von dort wendet sie sich in generell östliche Richtung und umgeht die Sarıyar-Talsperre im Norden. Sie erreicht das Kohlerevier von Çayırhan Beypazarı und führt von dort in generell südöstlicher Richtung an Ayaş vorbei über zwei Gebirgspässe, den Ayaşbeli (1195 m) und den Aysantı Geçidi (1190 m) zum Autobahnring von Ankara (Otoyol 20), der bei Sincan (Ausfahrt 2, Ayaş) erreicht wird. Der Ostast der Straße beginnt bei der Ausfahrt 14 Esenboğa des Autobahnrings und führt nach Osten über den Pass Tekebeli Geçidi (1330 m) zur Straße D 765 nördlich von Kalecik, an der sie endet.